# Guglielmo e Pellegrino
Guglielmo e Pellegrino (Antiochia - Foggia, 26 aprile 1146) sono stati due eremiti che compirono un pellegrinaggio nei principali santuari pugliesi e morirono insieme a Foggia davanti alla Iconavetere. La Chiesa cattolica li considera santi e li ricorda il 26 aprile; sono copatroni di Foggia.

## Agiografia
Secondo il canonico Manerba, essi erano abitanti della città di Antiochia ove Guglielmo amministrava i suoi beni: il suo unico figlio, Pellegrino, fin dalla tenera età mostrò palese il suo attaccamento al sentimento religioso tanto che, abbandonato ogni agio, volle recarsi a Gerusalemme prestando la sua opera in un ospedale. 
Diverse volte Guglielmo cercò inutilmente di avere notizie del figlio, finché stanco di attendere, si accinse, malgrado la sua tarda età, a cercarlo; giunto a Gerusalemme si ammalò e, quasi per fatalità, venne ricoverato nel medesimo ospedale ove il figlio prestava la sua opera. 
L'anziano padre non riconobbe il figlio, mentre Pellegrino, pur riconoscendo il genitore, non volle manifestarsi per timore di essere distolto dalla sua missione. Finché un giorno, mentre Guglielmo ormai sconfortato per la sorte capitatagli era quasi moribondo, il figlio decise di manifestarsi; il padre ben presto riebbe le forze perdute e, convinto di ciò che il figlio desiderava, decise seguirlo nella sua peregrinazione. 
Guglielmo e Pellegrino quindi ritornarono ad Antiochia, donarono ogni loro avere ai poveri e iniziarono un lungo viaggio che li portò in Italia: sbarcati a Brindisi, visitarono il Santuario di San Nicola di Bari, quello di San Michele sul Gargano, poi quello dell'Incoronata e per ultimo quello della Iconavetere di Foggia. 
Qui i due si abbracciarono e furono rapiti alla vita terrena il 26 aprile dell'anno 1146.
Secondo una tradizione leggermente differente, Guglielmo e Pellegrino, rispettivamente padre e figlio, partirono, in tempi diversi e all'insaputa l'uno dell'altro, dalla natia Antiochia per un grande pellegrinaggio verso i luoghi santi dell'Occidente. Peregrinarono a lungo e visitarono, tra l'altro, il Sacro Speco di san Michele sul Gargano. Giunti entrambi a Foggia, si ritrovarono e si riconobbero ai piedi del Sacro Tavolo e, abbracciatisi, spirarono.

## Culto
I santi Guglielmo e Pellegrino sono i Patroni di Foggia: le loro ossa sono conservate in un'urna nella Chiesa Cattedrale di Foggia. 
Il Martirologio Romano riporta la loro memoria liturgica al 26 aprile: "A Foggia, santi Guglielmo e Pellegrino, eremiti". 